# キヌレン酸-7,8-ジヒドロジオールデヒドロゲナーゼ
キヌレン酸-7,8-ジヒドロジオールデヒドロゲナーゼ（kynurenate-7,8-dihydrodiol dehydrogenase）は、トリプトファン代謝酵素の一つで、次の化学反応を触媒する酸化還元酵素である。
7,8-ジヒドロ-7,8-ジヒドロキシキヌレン酸 + NAD+ {\displaystyle \rightleftharpoons } 7,8-ジヒドロキシキヌレン酸 + NADH + H+
反応式の通り、この酵素の基質は7,8-ジヒドロ-7,8-ジヒドロキシキヌレン酸とNAD+、生成物は7,8-ジヒドロキシキヌレン酸とNADHとH+である。
組織名は7,8-dihydro-7,8-dihydroxykynurenate:NAD+ oxidoreductaseで、別名に7,8-dihydroxykynurenic acid 7,8-diol dehydrogenaseがある。